# Gestreept priemhorentje
Het gestreept priemhorentje (Pyrgiscus rufus, synoniem Turbonilla rufa) is een slakkensoort uit de familie van de Pyramidellidae. De wetenschappelijke naam van de soort werd in 1836 voor het eerst geldig gepubliceerd door Rodolfo Amando Philippi als Melania rufa.

## Beschrijving
Het gestreept priemhorentje is een mariene huisjesslak. De naadvormige schelp is roodachtig, zeer glanzend van kleur. De windingen zijn plat en versierd met rechte plooien in de lengterichting. De tussenruimten zijn dwars gestreept.

## Verspreiding
Het verspreidingsgebied van gestreept priemhorentje betreft oostelijke Atlantische Oceaan van Noorwegen tot de Canarische Eilanden en van de Azoren tot aan de Middellandse Zee.